# Ridgeway (Iowa)
Ridgeway è un comune degli Stati Uniti d'America, situato nello Stato dell'Iowa, nella contea di Winneshiek.